# Polska Wola (województwo stanisławowskie)
Polska Wola (Lewada) – dawna wieś polska, założona w 1922 r. i zamieszkała przez samych Polaków. Położona była w województwie stanisławowskim, w powiecie tłumackim, w gminie Otynia w odległości 20 km na południowy wschód od Stanisławowa, pomiędzy miejscowościami Odaje i Krzywotuły Stare. Do zakończenie II wojny światowej należała administracyjnie do Polski.
W lutym 1940 r. NKWD zesłało na Syberię 38 polskich rodzin. Na zesłaniu z głodu i wycieczenia zmarło 57 osób. Po wywiezieniu Polaków Ukraińcy z okolicznych wiosek rozebrali wszystkie domy i rzymskokatolicki kościół filialny, należący do parafii w Markowcach. Obecnie wieś nie istnieje.